# Liste des partis politiques au Kenya

## Liste des partis politiques

### Partis existants
- Alliance Party of Kenya (APK) ;
- Chama Cha Uzalendo (CCU) ;
- Democratic Party (DP) ;
- Forum for the Restoration of Democracy–Asili (FORD-A) ;
- Forum for the Restoration of Democracy–Kenya (FORD-K) ;
- Forum for the Restoration of Democracy–People (FORD-P) ;
- Hizb ut-Tahrir (حِزْبُ التَحْرِير) ;
- Kenda (Kenda) ;
- Kenya African DemocraticC Development Union (KADDU) ;
- Kenya African Democratic Union-Asili (KANU-A) ;
- Kenya African National Union (KANU) ;
- Kenya National Congress (KNC) ;
- Madaraka People's Movement (MPK) ;
- National Alliance Party of Kenya (NAPK) ;
- National Development Party (NDP) ;
- National Labour Party (NLP) ;
- National Rainbow Coalition (NARC) ;
- National Rainbow Coalition–Kenya (NARC-K) ;
- New Ford-K (New Ford-K) ;
- Orange Democratic Movement (ODM) ;
- Parti vert Mazingira du Kenya (Mazingira) ;
- Party of Independant Candidates of Kenya (PICK) ;
- Party of National Unity (PNU) ;
- Peoples Democratic Party (PDP) ;
- Peoples Party of Kenya (PPK) ;
- Restore and Build Kenya (RBK) ;
- Safina (Safina) ;
- Sisi Kwa Sisi (SKS) ;
- The National Alliance (TNA) ;
- United Democratic Forum (UDF) ;
- United Republican Party (URP) ;
- Wiper Democratic Movement Kenya (WDM-K)

jusqu'en 2011 : Orange Democratic Movement-Kenya (ODM-K).

### Partis dissous
- Kenya African Democratic Union (KADU), dissous en 1964 ;
- Kenya People's Union (KPU), dissous le 30 octobre 1969 ;
- Kenya Social Congress (KSC), dissous en 2003 ;
- Liberal Democratic Party (LDP), dissous en décembre 2008.